# Douglas Reith
Douglas Reith är en brittisk skådespelare.
Reith har bland annat medverkat i TV-serien Professor T. Han har även medverkat i filmerna Dumbo och Downton Abbey.

## Filmografi (i urval)
- 2005 – Korten på bordet
- 2019 – Downton Abbey
- 2019 – Dumbo
- 2021–2022 – Professor T (TV-serie)